# 4290 Heisei
4290 Heisei eller 1989 UK3 är en asteroid i huvudbältet som upptäcktes den 30 oktober 1989 av den japanska astronomen Tsutomu Seki vid Geisei-observatoriet. Den är uppkallad efter tidsperioden Heisei i japansk tideräkning.
Asteroiden har en diameter på ungefär 17 kilometer och den tillhör asteroidgruppen Eos.